# کاج قیری
کاج قیری (نام علمی: Pinus rigida) نام یک گونه از سرده کاج است.